# XXX Individual de Raspall
El XXX Campionat Individual de Raspall Professional - Trofeu President de la Generalitat Valenciana tingué lloc entre octubre i novembre del 2016 amb el patrocini de Bankia: a banda del guanyador de 2015, Moltó de Barxeta, que va conservar el títol, en esta edició participaren Ian de Senyera, Jeffry de Pedreguer, Miravalles del Genovés, Pablo de Barxeta, Pau de Piles, Pepe de la Llosa, Punxa de Piles, Ricard de Castelló i Sergio del Genovés, el qual disputà la final al campió vigent.

## Jugadors participants
El més veterà dels deu participants al començament del torneig era Miravalles, amb trenta-un anys, l'únic mitger en competició; els excampions en actiu Waldo d'Oliva i Coeter II rebutjaren participar en esta edició perquè no estaven d'acord amb les condicions del torneig, com tampoc Marrahí, de baixa postoperatòria. Quasi tots compten amb algun trofeu individual de tecnificació, però Pablo de Barxeta és l'únic que ha guanyat els tres seguits (sub-16, 18 i 23).
| E. | Figura     | Llinatges                   | Lloc d'origen         | Palmarés   |
| -- | ---------- | --------------------------- | --------------------- | ---------- |
| 24 | Moltó      | Alfonso Moltó Puertas       | Barxeta               | 1 2 sub-23 |
| 26 | Sergio     | Sergio Navarro Masip        | el Genovés            |            |
| 27 | Punxa      | Àngel Gregori Roig          | Piles                 | 1 sub-23   |
| 20 | Ian        | Ian Álvarez Tomàs           | Senyera               | 1 sub-23   |
| 31 | Miravalles | Rubén González Miravalles   | el Genovés            |            |
| 19 | Pablo      | Pablo Bertomeu Sanlorenzo   | Barxeta               | 3 sub-23   |
| 28 | Ricard     | Ricard Sentandreu Sebastián | Castelló de la Ribera | 1 sub-23   |
| 24 | Pepe       | Pepe Canet Vercher          | la Llosa de Ranes     | 1 1 sub-23 |
| 29 | Jeffry     | Jeffry Cervera Morell       | Pedreguer             |            |
|    | Pau        | Pau Mas                     | Piles                 | 1 sub-23   |

## Cronologia

### Primera fase
En la partida inaugural, disputada dimecres 19 al Nou Trinquet de Guadassuar, Pablo eliminà a Pau amb autoritat: després d'un començament igualat, el barxetà guanyà tres jocs seguits, però el piler, —vigent campió individual sub-23— en va fer uns altres dos ans del resultat final, 25 per 15. L'altra eliminatòria es va jugar dissabte 22 a la Llosa de Ranes: Ricard —guanyador del campionat per equips de raspall de 2016— va eixir de roig i amb les travesses a favor, però Jeffry s'apuntà el primer joc des del dau i, després d'igualar a 15, també va ser el primer en aplegar a 20; finalment, malgrat la falta de rodatge en el mà a mà, el castelloner va guanyar els dos últims jocs i la partida (25 per 20).

### Quarts de final
El primer classificat per a semifinals va ser Punxa de Piles, en eliminar Miravalles dilluns 24 a Xeraco: el mitger genovesí havia guanyat la reballada, va triar el rest i va guanyar els dos primers jocs, però la cansera acumulada li va impedir rematar un val a favor i, llavors, Punxa va aprofitar per a igualar, remuntar i guanyar la partida 25 per 15. Arribat el cap de setmana, Ian i Pablo s'enfrontaren al trinquet del Genovés divendres 28 de vesprada: malgrat ser família política, el primer fon molt superior a l'altre i el duel entre cunyats acabà en partida sabatera. El sendemà, Sergio s'enfrontà a Pepe en el poble d'est últim, la Llosa, però el fet de jugar a casa no li provà: Pepe tingué dos val i 30 a favor que no aplegà a rematar i Sergio, molt superior, també el guanyà 25 per 5. I l'últim quart, disputat dilluns 31 a Guadassuar, tingué el mateix resultat: el campió vigent, Moltó, jugà amb molta seguretat i no va deixar fer cap de quinze a Ricard.

### Semifinals
El primer raspaller en classificar-se per a la final fon Sergio del Genovés, divendres 4 al trinquet de Piles: encara que Punxa jugava de roig, a casa, guanyà la reballada i va triar el dau, el genovesí va ser el que guanyà el primer joc; els dos començaren igualats i s'apuntaren els tantos des del dau fins a igualar a 15, amb un joc que durà mitja hora. Llavors Punxa perdé un val i 30 i Sergio va ser el primer en aplegar a 20, però ambdós pilotaris acusaven ja la fatiga d'una partida molt llarga; al remat, Sergio aconseguí trencar-li el traure i guanyar el passe a la seua primera final individual.
L'altre finalista va ser Moltó, després d'eliminar Ian dissabte 5 a Bellreguard: el campió, de roig, eixí amb les travesses i la treta a favor, però li va costar fer el primer joc; Ian l'igualà i, al tercer joc, tingué tres vals a favor però Moltó aconseguí trencar-li el dau. Llavors Ian perdé força en traure i Moltó, menys cansat, li feu un joc des del rest i un altre, net, des del dau.

### Final
La gran final es va presentar dimarts 8 de novembre al restaurant Brisa de Mar: durant l'acte, els finalistes varen triar les pilotes per a la partida i Moltó va guanyar la reballada i trià començar al dau. En aplegar diumenge 13 de novembre, amb el trinquet de Bellreguard ple de públic, el campió vigent ja va fer el primer joc net i Sergio només pogué sumar un quinze en tota la partida, resolta en poc més de vint minuts amb un 25 a 5 per a Moltó, el qual va rebre el títol de campió i el trofeu de la Feninde de mans del president federatiu Daniel Sanjuan i del Coordinador de Pilota Sebastià Giner, respectivament, en absència del President de la Generalitat Valenciana; el subcampió, Sergio, confessà no estar prou preparat perquè no tenia expectativa d'aplegar a la final. Moltó, que va tenir a Toni Astorgano d'entrenador, va entrenar com un atleta de triatló i afirmà que hauria disputat una altra final l'endemà mateix, per tal de guanyar el tercer individual consecutiu i la rèplica del fris grec.